# Александровка (Ирбейский район)
Александровка — село в Ирбейском районе Красноярского края. Административный центр Александровского сельсовета.

## География
Село находится в юго-восточной части края, в лесостепной зоне, на левом берегу реки Кан, при автодороге 04К-060, на расстоянии приблизительно 6 километров (по прямой) к юго-западу от Ирбейского, административного центра района. Абсолютная высота — 256 метров над уровнем моря.
Климат
Климат характеризуется как резко континентальный, с продолжительной морозной зимой и коротким тёплым летом. Средняя температура воздуха самого тёплого месяца (июля) составляет 18,3 °C (абсолютный максимум — 38 °C); самого холодного (января) — −21,1 °C (абсолютный минимум — −60 °C). Продолжительность безморозного периода составляет в среднем 90 дней. Среднегодовое количество атмосферных осадков составляет 484 мм, из которых 367 мм выпадает в период с апреля по октябрь. Снежный покров держится в течение 170 дней.

## История
Основано в 1676 году. По данным 1926 года в селе имелось 240 хозяйств и проживал 1201 человек (583 мужчины и 618 женщин). В национальном составе населения того периода преобладали русские. В административном отношении являлось центром Александровского сельсовета Ирбейского района Канского округа Сибирского края.

## Население
| 2010 |
| ---- |
| 431  |

Половой состав
По данным Всероссийской переписи населения 2010 года в гендерной структуре населения мужчины составляли 49 %, женщины — соответственно 51 %.
Национальный состав
Согласно результатам переписи 2002 года, в национальной структуре населения русские составляли 93 % из 488 чел.